# 아이언브리지 협곡 박물관 트러스트

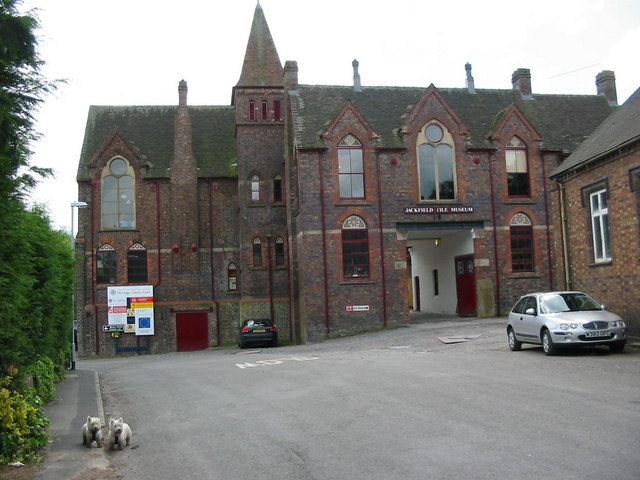
잭필드 타일 박물관

아이언브리지 협곡 박물관 트러스트(Ironbridge Gorge Museum Trust)은 잉글랜드 슈롭셔주에 있는 박물관으로, 10개의 박물관과 여러 개의 유적으로 이루어져 있다.

## 박물관
1. 블리스츠 힐 빅토리안 타운
2. Broseley Pipeworks
3. 콜브룩데일 철 박물관
4. 콜포트 도자기 박물관
5. Coalport Tar Tunnel
6. Darby Houses
7. Enginuity
8. 아이언브리지
9. 잭필드 타일 박물관
10. Museum of the Gorge